# Bobbysocks
A Bobbysocks egy norvég együttes, melyet két énekesnő, Hanne Krogh és Elisabeth Andreassen alkotott. Az 1985-ös Eurovíziós Dalfesztiválon Norvégia első győzelmét aratták a La det swinge című dallal.
A Bobbysocks 1983-ban alakult. A két énekesnő korábban már külön-külön is részt vett az Eurovíziós Dalfesztiválon. Krogh mindössze tizenöt évesen, 1971-ben utolsó előtti helyen végzett, míg Andreassen 1982-ben Kikki Danielssonnal duettet alkotva, Chips néven Svédországot képviselte. 
Később mindketten újból részt vettek a dalfesztiválon: Krogh 1991-ben a Just 4 Fun nevű formáció tagjaként lépett színpadra, míg Andreassen az 1994-es Eurovíziós Dalfesztiválon a hatodik helyen végzett, az 1996-os oslói versenyen pedig második lett.
A diadal után a Storting, a norvég parlament Peer Gynt-díjjal jutalmazta őket.
A duó hivatalosan 1988-ban feloszlott, bár a két énekesnő még ma is fellép együtt. 2005-ben felléptek a Congratulations elnevezésű koppenhágai rendezvényen, melyet a dalfesztivál 50 éves fennállásának alkalmából rendeztek.

## Diszkográfia
- 1984: Bobbysocks (1985-ben újra kiadták)
- 1986: Waiting for the Morning
- 1987: Walkin' on Air